# Sino Bărdo, Vrața
Sino Bărdo (în bulgară Синьо Бърдо) este un sat în comuna Roman, regiunea Vrața,  Bulgaria. 

## Demografie
Componența etnică a satului Sino Bărdo
     Bulgari (8,31%)
     Nicio identificare (91,68%)
     Altele (0%)
La recensământul din 2011, populația satului Sino Bărdo era de 457 locuitori. Nu există o etnie majoritară, locuitorii fiind  și bulgari (8,31%). Pentru 91,68% din locuitori nu este cunoscută apartenența etnică.